# Goyim Partei Deutschland
Die sogenannte Goyim Partei Deutschland (GPD) ist eine seit August 2016 bestehende rechtsextremistische und antisemitische Vereinigung. Laut der Bundesanwaltschaft verbreitete diese „massenhaft und systematisch rechtextremistisches [sic] Gedankengut sowie die nationalsozialistische Weltanschauung“ über ihre Website.

## Festnahme und Verurteilung von Mitgliedern
Im Auftrag der Bundesanwaltschaft nahm das Bundeskriminalamt gemeinsam mit der Bundespolizei am 16. Juli 2020 Marcus B., der als Rädelsführer bezeichnet wird, in Berlin fest. Fadi J., Gründer der Vereinigung, wurde in den Niederlanden festgenommen und am 26. August 2020 nach Deutschland überstellt. Zudem wurden Wohnungen sechs weiterer Beschuldigter durchsucht.
Den Mitgliedern der Vereinigung wird vorgeworfen, „kontinuierlich mehrere Hundert extrem antisemitische, fremdenfeindliche und den Nationalsozialismus verherrlichende Beiträge“ über eine russische Internetplattform verbreitet zu haben, die auch in einem Manifest niedergeschrieben wurden.
Gegen den in Berlin festgenommenen Marcus B. ordnete der Ermittlungsrichter des Bundesgerichtshofs (BGH) am Tag nach der Festnahme den Vollzug der Untersuchungshaft an.
Laut Antwort der Bundesregierung auf eine Kleine Anfrage der Fraktion Die Linke vom 6. Juli 2022 hatten seit 2014 1.539 Personen Beiträge und Kommentare in den „Goyim-Communities“ gepostet. Auf der russischen Internetplattform waren für die gehostete GPD am 15. Juli 2020 333 Mitglieder registriert.
Mit Beschluss vom 28. Juni 2023 verwarf der BGH die Revision gegen das Urteil des Düsseldorfer Oberlandesgerichts, das die Angeklagten Marcus B., Fadi J. und Christian B. wegen mitgliedschaftlicher Beteiligung an einer kriminellen Vereinigung und zahlreicher Fälle der Volksverhetzung zu Freiheitsstrafen zwischen zwei und fünf Jahren verurteilt hatte.

## Namensursprung
Der Name der Vereinigung (Goyim) bedeutet (aus dem Hebräischen ins Deutsche übersetzt) „Nichtjuden“. Der Name und die Verwendung eines hakenkreuzähnlichen Logos wurde von den Betreibern erfunden, um den Anschein einer weltweit aktiven politischen Bewegung zu erzeugen.